# 헨리 드레이퍼

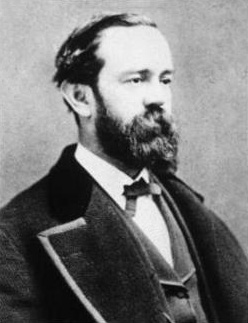
헨리 드레이퍼

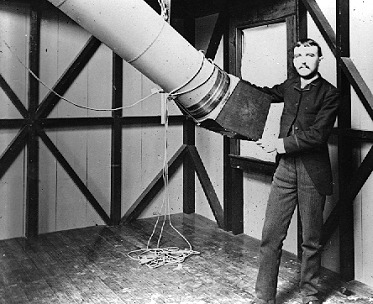
헨리 드레이퍼

헨리 드레이퍼(Henry Draper, 1837년 3월 7일 ~ 1882년 11월 20일)는 미국의 의사이자 천문학자이다.

## 생애
헨리 드레이퍼의 아버지 존 윌리엄 드레이퍼는 성공한 의사이자 화학자, 식물학자, 뉴욕 대학교 교수였으며, 1839년 말에서 1840년 초까지의 겨울 기간에 망원경을 통해 최초로 달의 모습을 사진으로 찍은 사람이기도 했다. 드레이퍼의 어머니는 브라질 황제 주치의였던 안토니아 코에타나 데 파이바 페레이라의 딸이었다.
헨리 드레이퍼는 1857년 20세 때 뉴욕 대학교 의과대학을 졸업했다. 보관됨 2017-10-31 - 웨이백 머신. 그는 처음에는 벨뷰 병원의 의사로 일했으며 이후 뉴욕 대학교의 의학 학장 및 교수로 시무했다. 1867년 드레이퍼는 부유한 사교계의 명사 안나 매리 파머와 결혼했다.
드레이퍼는 천체 사진술의 개척자 중 한 명이었다. 그는 1872년 흡수선을 보여주는 첫 번째 천체 스펙트럼을 찍었으며, 1874년 금성의 일면 통과 현상을 관측하기 위한 탐험대를 지휘했다. 또한 1880년 9월 30일 오리온성운을 11인치 '클라크 형제 사진용 굴절 망원경'을 이용하여 50분의 노출 시간을 주어 촬영했다. 드레이퍼는 여러 상을 받았는데, 예를 들면 뉴욕 대학교와 위스콘신 매디슨 대학교에서 명예 법학 학위를 받았으며, 1874년 금성 일면통과 촬영단을 지휘한 공로로 의회에서 메달을 받았다. 또한 미국 국립과학원와 독일 천문학회(Astronomische Gesellschaft)의 임원으로 선출되었다. 그는 미국 예술과학 학회, 미국 철학회, 미국 사진 협회, 미국 과학진흥협회의 회원이기도 했다.
헨리 드레이퍼는 늑막염으로 이른 나이에 사망했으며, 미망인은 헨리 드레이퍼 메달(천체 물리학에 기여가 큰 천문인을 뽑아 수상하는 제도)과 고성능 망원경 구입에 자금을 투자한다. 이 망원경은 이후 스펙트럼에 따라 항성을 분류한, 헨리 드레이퍼 목록을 작성하는 데에 사용된다. 이 망원경은 현재 니콜라우스 코페르니쿠스 대학 소속의 토룬 천문학 센터(폴란드 피우니스 소재)에 있다. 달 표면의 드레이퍼 충돌구는 그를 기려서 붙인 이름이다.

## 같이 보기
- 헨리 드레이퍼 목록

## 참고 문헌
1. 1 2 3  O'Dell, C. Robert (2003년). 《The Orion Nebula》. Harvard University Press. ISBN 0-674-01183-X.